# كارل هاينز كيب
كارل هاينز كيب (بالألمانية: Karl-Heinz Kipp)‏ هو رائد أعمال سويسري وألماني، ولد في 12 فبراير 1924 في آلتزي في ألمانيا، وتوفي في 11 أكتوبر 2017 في أسكونا في سويسرا.